# كلاوس توخترمان
كلاوس توخترمان (بالإنجليزية: Klaus Tochtermann)‏ (من مواليد 22 أغسطس 1964 في هايدلبرغ) وهو أستاذ في معهد علوم الكمبيوتر في جامعة كيل وكذلك مدير ZBW - المكتبة الوطنية الألمانية للاقتصاد - لمركز معلومات لايبنيز للاقتصاد.

## تعليمه وعمله
كلاوس توخترمان هو ابن فيرنر توخترمان. تخرج من مدرسة كيل في عام 1983. ومن عام 1985 إلى عام 1991 درس علوم الكمبيوتر في جامعة كيل وجامعة دورتموند للتكنولوجيا. في جامعة دورتموند للتكنولوجيا حصل على الدكتوراه في علوم الكمبيوتر مع أطروحة عن نموذج ل هايبر ميديا. قضى كلاوس توخترمان السنة التالية في جامعة تكساس إيه اند إم، مركز دراسات المكتبات الرقمية في الولايات المتحدة الأمريكية، بعد حصوله على منحة من مؤسسة ماكس-كادي. كانت أنشطته الرئيسية في هذا الوقت في مجال الأدوات والخدمات على شبكة الإنترنت للمكتبات الرقمية. من عام 1997 حتى عام 2000 كان رئيس قسم في FAW Ulm (معهد بحوث معالجة المعرفة الموجهة نحو التطبيق في جامعة أولم).
من 2001 حتى 2010، شغل منصب المدير العلمي لمركز الأبحاث Know-Center، وهو مركز مختص لإدارة المعرفة المبنية على تكنولوجيا المعلومات في النمسا. في عام 2001 أسس سلسلة مؤتمرات I-KNOW بالتعاون مع هيرمان ماير. في عام 2002 حصل على تأهيله في مجال معالجة المعلومات التطبيقية مع أطروحته الشخصية حول سياق المكتبات الرقمية وإدارة المعرفة. من عام 2004 وحتى عام 2010، شغل منصب في إدارة المعرفة في TU Graz (النمسا). من عام 2007 حتى عام 2010، كان أيضًا رئيسًا لمعهد الإعلام الشبكي في أبحاث جوانه، وهي مؤسسة أبحاث موجهة نحو التطبيقات تقع في مدينة جراز.
منذ عام 2010، شغل كلاوس توخترمان منصب مدير مركز ZBW - Leibniz للمعلومات الاقتصادية، كما شغل كرسيًا للبنى التحتية للمعلومات الرقمية في جامعة كيل.
في عام 2012، بدأ كلاوس توخترمان في إنتاج لايبنيز لبحوث تحالف العلم 2.0. وتناول هذا التحالف البحثي مسألة كيفية تغير الإنترنت التشاركي (مثل وسائل الإعلام الاجتماعية) في عمليات البحث والنشر، وكيف يمكن لمؤسسات البنية التحتية للمعلومات المشاركة في تشكيل هذه التغييرات.
في عام 2014، حصل مركز ZBW - ليبنتز للمعلومات للاقتصاد برئاسة كلاوس توخترمان على جائزة «مكتبة العام 2014» الوطنية من جمعية المكتبات الألمانية (dbv).

## وصلات خارجية
- نصوص عن كلاوس توخترمان في فهرس مكتبة ألمانيا الوطنية
- CV